# Cyperus chermezonianus
Cyperus chermezonianus är en halvgräsart som beskrevs av Robyns och Roland Louis Jules Alfred Tournay. Cyperus chermezonianus ingår i släktet papyrusar, och familjen halvgräs. Inga underarter finns listade i Catalogue of Life.